# Arthur Gray Butler
Arthur Gray Butler (1831–1909) est un universitaire et ecclésiastique anglais, le premier directeur du Haileybury College (en).

## Biographie
Né au presbytère de Gayton, Northamptonshire, le 19 août 1831, il est le troisième fils de George Butler, doyen de Peterborough, et de sa femme Sarah Maria Gray, fille aînée de John Gray de Wembley Park, Middlesex. Son plus jeune frère, Henry Montagu Butler, devient directeur du Trinity College de Cambridge. Il entre à Rugby School sous la direction d'Archibald Campbell Tait en août 1844 et est admis en tant que boursier de l'University College d'Oxford en mars 1850 .
À Oxford, Gray est un membre original de l'Essay Club fondé en 1852 par son ami George Joachim Goschen, et est président de l'Oxford Union en 1853. La même année, il remporte la bourse d'Irlande et obtient son baccalauréat avec une première classe dans la dernière école classique. Il est élu membre de l'Oriel College d'Oxford en 1856 et obtient sa maîtrise l'année suivante. Il ne réside pas sur sa bourse : de retour à Rugby School en 1858, il sert comme directeur adjoint sous Frederick Temple et est ordonné diacre en 1861 et prêtre en 1862.
Lors de la reconstitution du Haileybury College en 1862, Butler est nommé premier directeur. En septembre, l'école investit les bâtiments de l'East India College près de Hertford, fondé en 1805 pour la formation des fonctionnaires de la Compagnie des Indes orientales. Haileybury n'a aucune dotation et une infrastructure peu pratique. Butler introduit le système de Rugby School et est lui-même aumônier de l'école. Il fournit des raquettes et des courts de tennis. Les maisons sont nommées d'après d'éminents responsables britanniques en Inde.
Le nombre d'élèves est passé en quelques années de 54 à 360. Butler est un professeur classique stimulant, mais une crise de santé l'oblige à démissionner en décembre 1867. À cette époque, Haileybury est une école publique anglaise reconnue.
À la reprise du travail en 1874, Butler est aumônier du Royal Indian Civil Engineering College, qui est établi à Coopers Hill près d'Egham en 1871. De retour à Oxford en 1875, il s'installe comme doyen et tuteur à Oriel. Libéral en politique, il défend un meilleur logement des pauvres et l'enseignement supérieur des femmes à Oxford. Au cours du débat de l'autonomie irlandaise, il devient unioniste libéral.
Il démissionne de son poste officiel en 1895, et c'est en partie sous son influence que l'Oriel College et l'université bénéficient du testament de Cecil Rhodes. Il reçoit l'honorariat à Oriel en 1907 .
Butler meurt à Torquay le 16 janvier 1909 et est enterré au cimetière Holywell d'Oxford. À Haileybury, son nom est commémoré par les prix Butler de littérature anglaise. En 1910,
un fonds est levé par d'anciens élèves pour fonder une bourse Butler, et une plaque est érigée à sa mémoire dans la chapelle.

## Œuvres
Butler publie deux drames, Charles I (1874; 2e édition. 1907) et Harold (1892; 2e édition. 1906), et deux volumes de vers intitulés The Choice of Achilles (1900) et Hodge and the Land (1907). Dans The Three Friends: a Story of Rugby in the Forties (1900), il consigne l'effet produit sur ses contemporains par les premiers poèmes d'Alfred Tennyson. Il documente également les premières amitiés de Matthew Arnold, AH Clough et Theodore Walrond.

## Famille
Le 4 avril 1877, Butler épouse Harriet Jessie Edgeworth, fille de Michael Pakenham Edgeworth et nièce de Maria Edgeworth, et ont un fils et trois filles. Leur fils, Harold Edgeworth Butler, devient professeur de latin à l'University College de Londres en 1911. Leurs filles, Ruth Florence Butler (1881-1982) et Christina Violet Butler (en) (1884-1982) sont à la fois des militantes sociales et des historiennes locales qui ont contribué à l'histoire victorienne du comté de Gloucester (1907).